# Vere Papa mortuus est
Vere Papa mortuus est (в превод от латински: Папата наистина е мъртъв!) е церемониална фраза, с която кардинал-камерлингът на Римската църква обявява смъртта на папата.
Смъртта на папата трябва да се констатира от кардинал-камерлинга. Над починалия се извършва традиционен обред: камерлингът три пъти удря по челото починалия със сребърно чукче и високо извиквайки го с името, дадено при кръщавенето му, настоява да му се обади (напр., за Йоан Павел II въпросът е: Carolus, dormisne?, т.е. „Карол, спиш ли?“). Едва тогава кардинал-камерлингът произнася обредната фраза Vere Papa mortuus est („Папата наистина е мъртъв!“). След това камерлингът уведомява за смъртта на понтифика съответните чиновници от Римската курия и декана на Колегията на кардиналите и започва подготовката за погребението на починалия и за предстоящия конклав.
През двадесети век използването на чукче в този ритуал е прекратено; сега действащата апостолическа конституция Universi Dominici Gregis на папа Йоан Павел II от 22 февруари 1996 г., предвижда че камерлингът трябва просто да декларира смъртта на папата в присъствието на определени лица. Кардинал-камерлингът прибира пръстена на рибаря, носен от папата, заедно с папския печат, които по-късно се унищожават пред Колегията на кардиналите. Традицията произхожда от Средните векове, когато е целяла да се избегне фалшификацията на документи, а днес е само символ на края на понтификата на папата.
Когато папа Пий XII умира на 9 октомври 1958 г., се оказва и че никой от кардиналите няма право да произнесе церемониалната фраза „Папата действително е мъртъв“, тъй като той умира, без да е назначил кардинал-камерлинг. Такъв съгласно тогава действащато каноническо право, може да избере само конклавът, а той може да бъде свикан само след като камерлингът потвърди смъртта на папата. получава се омагьосан кръг. Кардинал Йожен Тисеран, декан на Кардиналската колегия, нарушавайки правилата, поема задълженията на камерлинг и обявява Пий ХІІ за мъртъв. Тисеран открива и завещанието на папата. неговите действия предизвикват недоволството на кардинал Алфредо Отавиани, глава на Конгрегацията на Светата канцелария, претендиращ, както и Тисеран за папския престол, и смятащ, че деканът си е присвоил твърде големи правомощия. Тъй като разприте между Тисеран и Отавиани заплашват да всеят раздор в конклава, още преди неговото свикване, присъстващите в Рим кардинали се събират на малък „конклав“ и избират за кардинал-камерлинг Бенедикт Алоизи Мазела.
Новоизбраният папа Йоан XXIII, за да предотврати подобни прецеденти за в бъдеще, издава на 5 септември 1962 г. апостолическото писмо motu proprio озаглавено Summi Pontificis electio, съгласно което ако към момента на смъртта на папата, няма назначен кардинал-камерлинг, Колегията на кардиналите трябва в съответствие с нормите на църковното право да пристъпи към избора на камерлинг. До избирането му, неговите правомощия се упражняват от декана на Колегията на кардиналите.
Със смъртта на папата започва периода Sede vacante на Светия престол, през който трябва да се извърши погребението на починалия папа и да се подготви изборът на новия римски понтифекс.